# Tetranychus muricatus
Tetranychus muricatus är en spindeldjursart som beskrevs av Meyer 1974. Tetranychus muricatus ingår i släktet Tetranychus och familjen Tetranychidae. Inga underarter finns listade i Catalogue of Life.